# 社交网络游戏
社交网络游戏，又稱為社群遊戲，是在线游戏的一种，它通过社交网络游玩，通常使用多人与异步游戏性机制。社交网络游戏多常以浏览器游戏形式实现，但也可以在移动设备等平台运作。第一个跨平台“脸书到手机”社交游戏由芬兰公司Star Arcade在2011年开发。
社交网络游戏是全球最流行游戏的游戏之一，一些产品用户量达数千万。《(Lil) Green Patch》、《开心农场》、《农场小镇》、《YoVille》和《黑帮战争》是同类游戏中的佼佼者。《拓荒者小镇》、《城市小镇》、《时光花园》、《舰队收藏》和《模拟时光》是近期热门社交游戏的例子。